# Analyseur de réseau

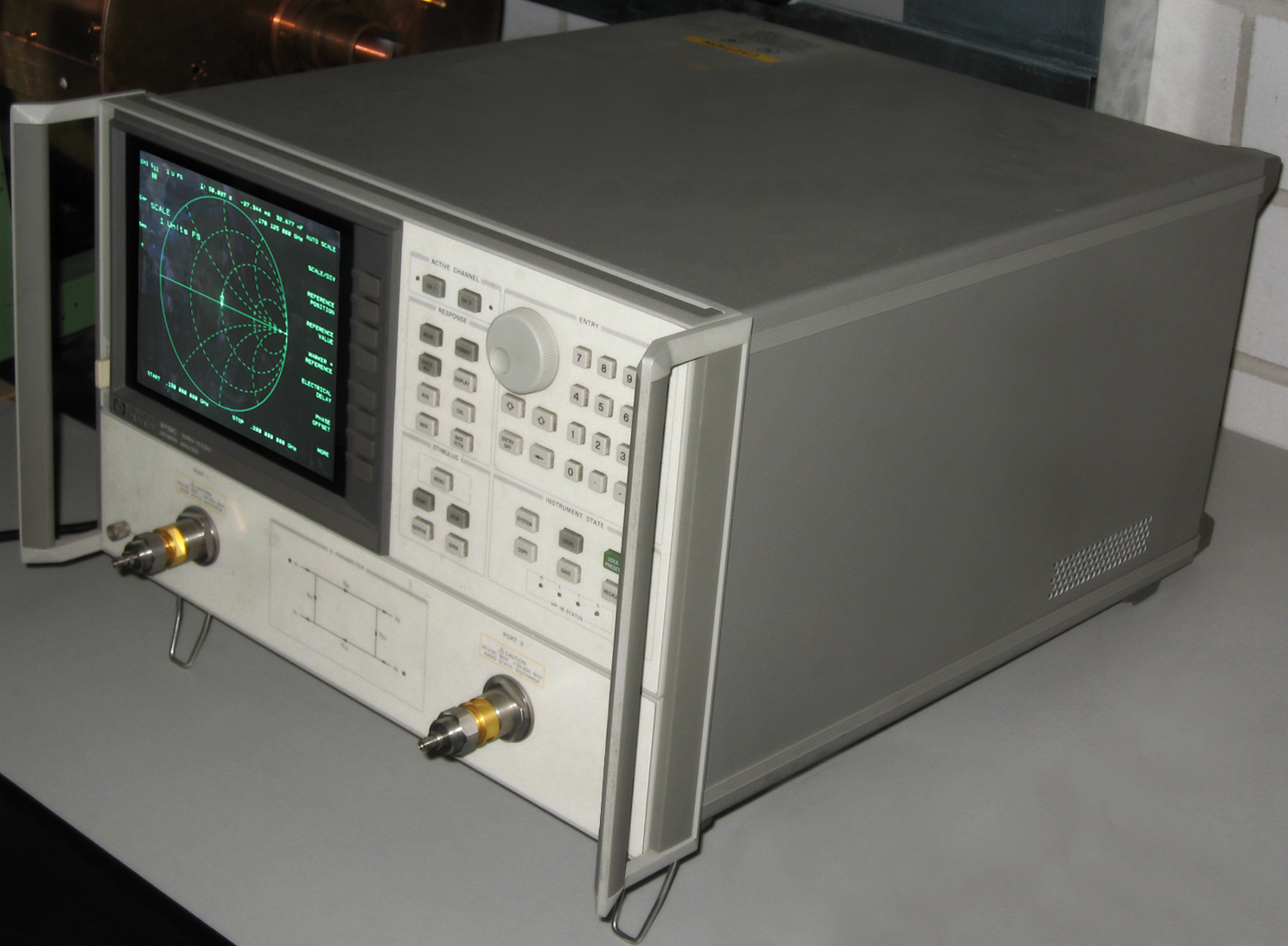
Ancien analyseur de réseau Hewlett-Packard 8720A affichant un abaque de Smith.

Un analyseur de réseau est un instrument de mesure qui permet de déterminer les paramètres S d'un circuit électrique. Les analyseurs de réseau les plus perfectionnés mesurent également d'autres paramètres, tels que les paramètres Y, Z et H. Cet instrument est généralement utilisé pour caractériser les quadripôles (tels que les amplificateurs ou filtres), mais peut être utilisé sur d'autres réseaux (avec notamment un plus grand nombre de pôles). On utilise généralement un analyseur de réseau dans le domaine des radiofréquences afin de caractériser les filtres, les câbles et les antennes.
L'analyseur de réseau permet de tracer le nomogramme de Smith (ou abaque de Smith) du réseau étudié.

## Généralités
Les analyseurs de réseau peuvent généralement être utilisés sur une large plage fréquentielle : les fréquences typiques vont de 5 Hz jusqu'à 1,05 THz. D'autres analyseurs de réseau, néanmoins plus rares, permettent de descendre jusqu'à des fréquences de l'ordre du hertz. Cet instrument peut être utilisé pour analyser la stabilité de boucles ouvertes ou pour mesurer les composants audio et ultra-sonores.
On distingue deux catégories d'analyseurs de réseau:
- Analyseur de réseau scalaire (SNA) — Il mesure seulement les propriétés en amplitude.
- Analyseur de réseau vectoriel (VNA) — Il mesure les propriétés en amplitude et en phase, mais son coût est souvent plus élevé.

Aujourd'hui, c'est le second type qui est le plus utilisé. Les trois principaux fabricants sur le marché sont Keysight (anciennement Agilent Technologies), Anritsu, et Rohde & Schwarz.
Certains analyseurs de réseau possèdent également la fonction d'analyseur de spectre.

## Principe de fonctionnement

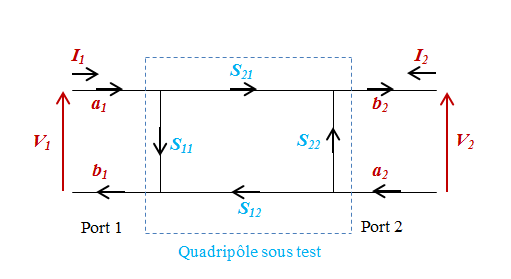
Graphe de fluence dans le cas de la mesure d'un quadripôle

Comme évoqué dans le paragraphe précédent, l’analyseur de réseau vectoriel permet de mesurer le module et la phase des paramètres S d’un dipôle ou d’un quadripôle. Ce paragraphe résume de façon succincte le principe de fonctionnement de l'analyseur de réseau vectoriel. Dans la figure ci-contre est représenté le graphe de fluence dans le cas de la mesure d'un quadripôle. Ce dernier est représenté par ses quatre paramètres S qu’il faut déterminer pour pouvoir le caractériser. Pour ce faire, l’analyseur de réseau vectoriel dispose d’une source hyperfréquence contrôlable au moyen d’un atténuateur. La puissance du signal hyperfréquence délivrée par la source est séparée en deux parties grâce à l’utilisation de diviseur de puissance. Une partie sert de signal de référence (R) tandis que l’autre partie est dirigée vers le dispositif à caractériser. Les signaux A et B correspondent respectivement à une portion du signal réfléchi et de celui transmis prélevés à l’aide de coupleurs. Au moyen d’un mélangeur et d’un oscillateur local, les signaux A et B sont translatés autour d’une fréquence intermédiaire. Ensuite, ils sont échantillonnés puis numérisés grâce à un processeur. 'À partir de ces signaux, les paramètres S du quadripôle à caractériser peuvent être calculés comme suit :
{\displaystyle S_{11}={\frac {\mathrm {A} }{\mathrm {R} }};} {\displaystyle S_{21}={\frac {\mathrm {B} }{\mathrm {R} }}.}
Les termes S11 et S21 correspondent aux paramètres S mesurés dans le sens direct (signal hyperfréquence délivré par le port 1). Les deux autres termes S22 et S12 sont  déterminés en effectuant des mesures dans le sens inverse (signal hyperfréquence délivré par le port 2). Pour ce faire les ports de l'analyseur de réseau sont permutés au moyen d'un commutateur.